# Ежен Ізаї
Ежен Ізаї (фр. Eugène Ysaÿe; 16 липня 1858, Льєж — 12 травня 1931, Брюссель) — бельгійський скрипаль і композитор.
Вчився у Массара, Венявського й В'єтана. З 1886 року — професор Брюссельської консерваторії. 1894 року вперше гастролював у США, а в 1918-му став диригентом міського оркестру в Цинциннаті.
Творчість Ізаї припадає на епоху романтизму, однак відрізнялася стриманістю; на відміну од багатьох віртуозів він був відмінним ансамблістом. Серед його творів — одна опера, шість скрипкових концертів, шість сонат для скрипки соло, варіації на тему Паганіні, безліч дрібних п'єс.
У 1937-38 роках у Брюсселі проводився Конкурс імені Ізаї, який у повоєнні роки відродився як Конкурс імені королеви Єлизавети.